# Nemoura petegariensis
Nemoura petegariensis är en bäcksländeart som beskrevs av Kawai 1971. Nemoura petegariensis ingår i släktet Nemoura och familjen kryssbäcksländor. Inga underarter finns listade i Catalogue of Life.